# Емтмансберг
Емтмансберг (њем. Emtmannsberg) општина је у њемачкој савезној држави Баварска. Једно је од 33 општинска средишта округа Бајројт. Према процјени из 2010. у општини је живјело 1.110 становника. Посједује регионалну шифру (AGS) 9472133.

## Географски и демографски подаци
Емтмансберг се налази у савезној држави Баварска у округу Бајројт. Општина се налази на надморској висини од 469 метара. Површина општине износи 22,3 km². У самом мјесту је, према процјени из 2010. године, живјело 1.110 становника. Просјечна густина становништва износи 50 становника/km².